# Gita (obwód Stara Zagora)
Gita (bułg. Гита) – wieś w południowej Bułgarii, w obwodzie Stara Zagora, w gmienie Czirpan.